# Chiesa di San Maurizio (Reggio Emilia)
La chiesa parrocchiale di san Maurizio martire è un edificio di culto cattolico del quartiere di San Maurizio, nel comune di Reggio Emilia. È sede di una parrocchia compresa nel vicariato Urbano della diocesi di Reggio Emilia-Guastalla. Fa parte dell'Unità pastorale San Giovanni Paolo II insieme alle parrocchie di Ospizio, San Pasquale Baylon (Mirabello), Sant'Alberto di Gerusalemme (Villaggio Stranieri-Bazzarola) e di San Lazzaro.

## Storia
La chiesa di San Maurizio è nominata, assieme all'omonima località, nel 1059 e fu consacrata dal vescovo di Reggio Adelberio fra il 1140 e il 1159. L'edificio fu ricostruito e ampliato più volte anche se non ne venne mai modificato l'orientamento, di tipo liturgico. Era dipendente dalla basilica di San Prospero di Reggio alla quale risulta soggetta alle Decime del 1302 e del 1318, e non fu mai soggetto ad alcuna pieve. L'edificio, non di rado malconcio, fu oggetto di segnalazioni da parte del vescovo Rangone, che nel 1575 ordinò il rifacimento del tetto. A conferma delle precarie condizioni dell'edificio religioso la visita pastorale del vescovo Marliani del 1663 la descrive come "antiqua et scandulata". Nel 1664 Pietro Desani procedette a istornare il coro con la rappresentazione del martirio di san Maurizio, tuttavia l'opera fu ricoperta di bianco nel 1771 per opera dell'architetto Giuseppe Barlaam Vergnani che, assieme a Gaspare Bazzani, che procedette a lavori di ampliamento e ristrutturazione della chiesa, terminati nel 1789. Il fabbricato fu ristrutturato nuovamente nel 1814 a causa dei danni subiti durante la battaglia sul Rodano fra le truppe napoleoniche e l'esercito austro-napoletano e, ancora, nel 1832 a causa delle lesioni subite da un terremoto. Altre opere di consolidamento strutturale furono eseguite dall'ingegner Pio Casoli nel 1882 a cura dell'amministrazione comunale di Reggio. Altri restauri si tennero nel corso del XX secolo fra cui l'innalzamento del campanile.
La facciata dell'edificio è a capanna e dotata di specchiature. Al centro è presente un grande riquadro raffigurante il martirio di San Maurizio affiancata da una palla di cannone posta a ricordo della battaglia fra i soldati di Beauharnais e quelli di Murat. Intorno al sottotetto della chiesa è presente una cornice segmentata che si porta sul prospetto, coronato ai vertici da tre acroteri. La torre campanaria è cuspidata e dotata di una cella a bifore.
All'interno sono presenti quadri di pregio fra cui: la Madonna con il Bambino assieme ai Santi Rocco e Macario, attribuita a Pietro Desani e posta sul primo altare di destra; il martirio di san Maurizio di Francesco Camuncoli, posto anch'esso sul muro di destra e san Francesco di Paola di scuola guercinesca posto sulla parete di sinistra. Nei tre altari minori sono collocate la statue di sant'Antonio abate e della Beata Vergine del Rosario oltre a quelle di san Maurizio e san Luigi Gonzaga, poste nelle pilastrate del presbiterio. Altri quadri degni di nota sono presenti in canonica fra cui una secentesca Adorazione dei Magi e un san Francesco d'Assisi con le mani incrociate sul petto risalente al XIX secolo.